# Ko Hyeong-ryeol
Ko Hyeong-ryeol (* 8. November 1954 in Haenam) ist ein südkoreanischer Lyriker.

## Leben
Ko Hyeong-ryeol wurde am 8. November 1954 in der Stadt Haenam, an der südlichen Spitze der koreanischen Halbinsel, geboren und wuchs in Sokcho, Gangwon-do auf. Nach dem Abschluss der Oberstufe arbeitete er als Angestellter im öffentlichen Dienst in seiner Gemeinde. Sein literarisches Debüt hatte er 1979 mit seinem Gedicht Der Erstgeborene (장자), welches in der Zeitschrift Zeitgenössische Literatur (현대문학) veröffentlicht wurde.
Einige seiner Kritiker bezeichnen ihn als einen Poet mit einer 'eigenartigen' Stimme. Seine Stimme wirkt unterdrückt und stockend, wie in einem Monolog, selbst wenn sie Themen wie die problematische koreanische Geschichte, die Teilung des Landes oder den brennenden Wunsch nach Wiedervereinigung vorträgt. Wenn auch niemals anstrengend, so strahlt Kos Lyrik doch die Stärke von Mitgefühl und Wärme aus. Diese Gefühle basieren auf seiner eigenen Sichtweise der Welt, welche nicht die eines fernen Beobachters ist, sondern vielmehr die eines direkten Nachbarn, der alle Dinge betrachtet, als wären sie ein direkter Teil seines Lebens. Mit den Jahren, in denen Ko als Dichter heranreifte, wurde der Ton seiner Stimme sogar noch bescheidener und unverfälschter. Selbst während er die Welt voll von Kummer und Leid beklagt, schafft er es das Leben mit Mitgefühl und Verständnis zu umarmen.
Ko wurde 2003 mit dem Chihun-Literaturpreis ausgezeichnet.

## Arbeiten

### Koreanisch
- 장자 Der Erstgeborene (1979)
- 대청봉 수박밭 Das Wassermelonen-Feld in Taech'ŏngbong (1985)
- 해청 Haech'ŏng (1987)
- 서울은 안녕한가 Wie ist Seoul? (1991)
- 사진리 대설 Heftiger Schneefall in Sajilli (1993)
- 리틀보이 Little Boy (1995)
- 마당식사가 그립다 Sehnsucht nach einem Frühstück auf der Veranda (1995)
- 성에꽃 눈부처 Frostblume und Schnee-Buddha (1998)
- 빵 들고 자는 언니 Eine schlafende Schwester, mit einem Stück Brot in der Hand (2001)
- 김포 운호가든집에서 Kimp'o unho-gadŭn chip-esŏ (2001)

## Auszeichnungen
- 2003: 지훈상 문학부문 (Chihun Preis in der Kategorie Literatur)
- 2006: 대한민국문화예술상 (Kunst und Literaturpreis der Republik Korea)
- 2006: 백석문학상 (Paeksŏk Literaturpreis)
- 2006: 일연문학상 (Ilyŏn Literaturpreis)
- 2009: 현대문학상 시부문 (Preis für zeitgenössische Literatur in der Kategorie Lyrik)